# 'Ndrina Giorgi
(Luca Cosmo durante un'intercettazione dei Carabinieri nel 2015)
I Giorgi, detti Ciceri o Nirta-Romeo-Giorgi, sono una 'ndrina della 'ndrangheta originaria di San Luca. Esistono anche i Giorgi, detti Boviciani.
Avrebbero intrecciato legami con la criminalità salentina, in Puglia e i fratelli Modeo di Taranto, insieme ai Pelle, i Romeo e i Morabito, e sarebbero presenti anche a Roma.
In Germania, sarebbero presenti nei seguenti lander (regioni): Renania, Baden-Württemberg e Turingia insieme ai Romeo.

## Storia

### Anni '90
Dopo il 1995, con l'omicidio di Giuseppe Nirta a Bianco si alleano con i Nirta Scalzone, insieme agli Strangio, detti janchi, e quelli detti Barbari, i Giorgi, detti Boviciano, e i Nirta Versu.

### Anni 2010
- Il 14 luglio 2014 nell'operazione della Guardia di Finanza Puerto Liberado viene sgominato un traffico di droga internazionale a capo delle famiglie Romeo e Giorgi con il sequestro di 4 tonnellate di cocaina e l'emissione di 13 provvedimenti di custodia cautelare. Il 14 agosto arresta a Roma anche Vincenzo Crisafi, incaricato di gestire il traffico tra Germania e Paesi Bassi[5].
- Il 15 dicembre 2015 si conclude l'operazione Tivoli Silentes dei Carabinieri del Comando Provinciale di Roma che porta all'arresto di 9 persone di cui 4 presunti affiliati ai Nirta-Romeo-Giorgi con sequestri a Tivoli, Guidonia Montecelio, Castelnuovo di Porto ma anche ad Africo e Bovalino[1][6][7].
- 13 aprile 2016: operazione Colombiani d'Aspromonte contro i Nirta-Strangio, i Giorgi, i Violi e gli Italiano[8].

### Anni 2020
- 22 luglio 2020: operazione Koleos contro i Giorgi[9][10].
- 20 ottobre 2020: operazione Domingo contro i Giorgi[11].
- 5 maggio 2021: operazione Platinum-Dia contro gli Agresta e i Giorgi[12][13][14][15][16][17].
- 17 maggio 2021: operazione Anteo contro i Giorgi, i Mancuso, i Soriano, gli Iozzo-Chiefari e i Sia-Procopio[18][19][20][21].

## Esponenti di spicco
- Domenico Giorgi (1963)[22], fratello di Giovanni, Francesco e Sebastiano.
- Giovanni Giorgi, detto Vita (1972)[22], fratello di Domenico, Francesco e Sebastiano.
- Francesco Giorgi, detto Pollice (1966)[22], fratello di Domenico, Giovanni e Sebastiano.
- Sebastiano Giorgi, detto Bacetto (1973)[22], Fratello di Domenico, Giovanni e Francesco, residente in Germania. Arrestato con l'operazione Platinum del 2021[23].
- Salvatore Giorgi (1989)[22].